# Deutsch-kanadische Beziehungen
Die Deutsch-kanadischen Beziehungen sind von intensiven kulturellen, wirtschaftlichen und diplomatischen Kontakte geprägt. Beide Länder sind enge Verbündete und gemeinsam Mitglieder der NATO, der OECD und der G7. Laut dem Auswärtigen Amt beruhen die gemeinsamen Beziehungen auf „gemeinsamen Wertvorstellungen und Grundüberzeugungen“.

## Geschichte
Deutsche Einwanderer aus dem damaligen Heiligen Römischen Reich kamen schon im 18. Jahrhundert nach Kanada. Nach der Amerikanischen Revolution gab es eine noch größere deutschstämmige Einwanderung nach Kanada, wo ethnische Deutsche einen Teil der nach Kanada geflohenen Loyalisten des Vereinigten Königreichs ausmachten. Diese Loyalisten und viele von Großbritannien angeworbene deutsche Söldner kämpften für die Verteidigung des britischen Nordamerikas. Zwischen 1870 und 1914 spielen deutsche Immigranten eine wichtige Rolle bei der Erschließung des Westens Kanadas.  Ab 1896 zog der Westen Kanadas eine große Zahl volksdeutscher Einwanderer an, die zumeist aus Osteuropa stammten. Auch hier waren die Mennoniten besonders stark vertreten, die vom zaristischen Regime in Russland wegen ihrer Weigerung, in der kaiserlich-russischen Armee zu dienen, verfolgt wurden.
Zu Beginn des 20. Jahrhunderts fühlte sich Kanada vom Aufbau der deutschen Kriegsflotte bedroht. Die Royal Navy war gezwungen, immer mehr Schiffe in die heimischen Gewässer zu verlegen, um sich der wachsenden deutschen Hochseeflotte in der Nordsee entgegenzustellen. Vor 1910 hatte keine Kanada keine Marine, und der Rückzug der britischen Schiffe aus den nordamerikanischen Gewässern ließ Kanadas Küsten ungeschützt.  Die deutsche Marine führte zahlreiche Planungsübungen für mögliche Kriege durch. Mehrere davon betrafen Kanada. Der Plan OP III für einen hypothetischen Krieg mit den Vereinigten Staaten sah beispielsweise eine Landung in den Seeprovinzen vor, bevor man Boston einnehmen wollte. Die Bedrohung durch das Deutsche Reich führt zu einer antideutschen Stimmung in der Bevölkerung.
Am 1. August 1914 überfiel das Deutsche Reich das neutrale Belgien, und der Erste Weltkrieg begann. Als Teil des britischen Weltreichs befand sich Kanada damit automatisch im Krieg mit Deutschland. Viele Kanadier kämpfen als Soldaten im Ersten Weltkrieg gegen Deutschland. Einige deutsche Männer in Kanada flüchten in die neutralen Vereinigten Staaten, von wo sie in ihre Heimat zurückkehren. Der deutsche Botschafter in den neutralen Vereinigten Staaten, Johann Heinrich von Bernstorff, unternahm mehrere erfolglose Versuche, die kanadischen Kriegsanstrengungen zu sabotieren. Unter der Führung von William Lyon Mackenzie King, der von 1921 bis 1926, von 1926 bis 1930 und von 1935 bis 1948 Premierminister war, setzte sich Kanada nach dem Krieg konsequent für die Appeasement-Politik ein und vertrat die Ansicht, dass der Versailler Vertrag zu hart gegenüber Deutschland sei und überarbeitet werden müsse.
Mackenzie King traf Adolf Hitler einige Jahre nach seiner Machtübernahme am 19. Juni 1937 in Berlin und äußerte sich nach dem Treffen positiv über Hitler. Unter Mackenzie King nahm Kanada nur relativ wenig politisch Verfolgte des NS-Regimes auf.

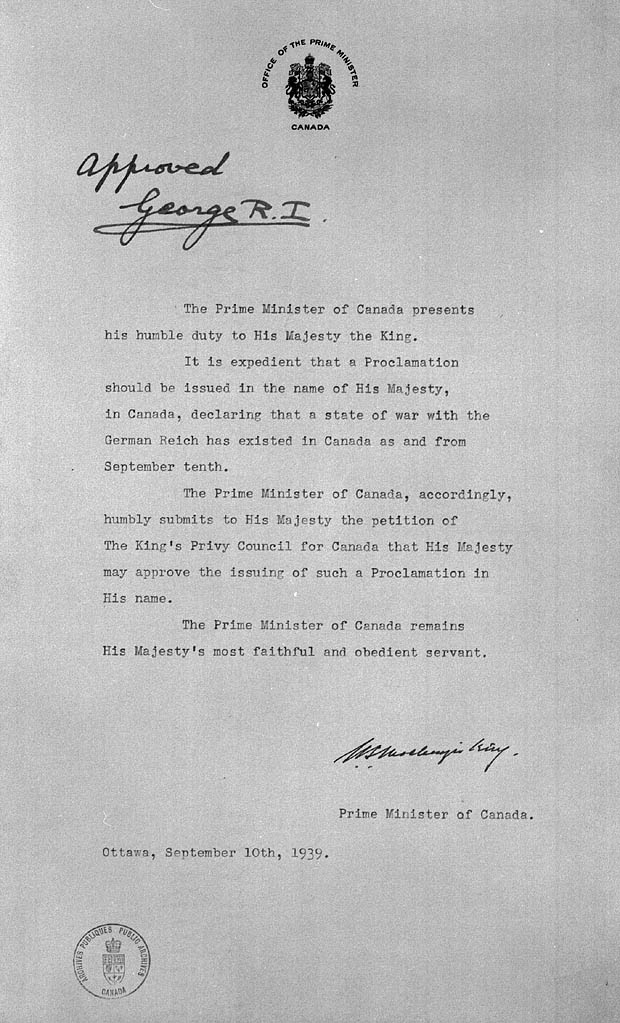
Kanadische Kriegserklärung gegen Deutschland; dieses auf den 10. September 1939 datierte Dokument war die erste autonome Kriegserklärung der kanadischen Geschichte, nachdem Kanada durch das Statut von Westminster (1931) außenpolitische Souveränität erlangt hatte.

Nachdem Deutschland am 1. September 1939 Polen überfallen hatte, verstrich am 3. September ein britisches Ultimatum gegen Deutschland, wodurch sich Großbritannien im Krieg mit Deutschland befand. Eine Woche später folgte Kanada nach einer Abstimmung im Parlament. Es gab keine Debatte – die Abstimmung war einstimmig, mit Ausnahme eines Pazifisten. Die Verzögerung sollte die unabhängige Entscheidung Kanadas im Hinblick auf seine neue Freiheit in der Außenpolitik bestätigen. Im Zweiten Weltkrieg dienten über eine Million Kanadier und kanadische Truppen spielten eine wichtige Rolle bei der Befreiung der Niederlande vom NS-Staat.
Nach dem Ende des Zweiten Weltkriegs wurden Beziehungen zwischen der Bundesrepublik Deutschland (BRD) und Kanada aufgenommen. 1951 wurde die Deutsch-Kanadische Gesellschaft zur Förderung der Beziehungen gegründet und im selben Jahr nahm die Deutsche Botschaft Ottawa ihren Betrieb auf. In den 1950er Jahren unterstützte Kanada die Wiederbewaffnung Deutschlands und schickte als Teil der NATO eigene Soldaten nach Westdeutschland. In den 1970er Jahren wurden die kanadisch-westdeutschen Beziehungen sehr eng, was auch auf die Freundschaft zwischen Premierminister Pierre Trudeau und Bundeskanzler Helmut Schmidt zurückzuführen war. Trudeau nahm am 1. August 1975 auch diplomatische Beziehungen zur Deutschen Demokratischen Republik (DDR) auf.
Am 17. September 1991 kündigte der kanadische Verteidigungsminister Marcel Masse an, dass Kanada seine Brigade bis 1995 aus Deutschland abziehen würde, es sei denn, die Deutschen wünschten den Verbleib der Brigade. Letztendlich verließen alle kanadischen Streitkräfte Deutschland schon am 30. Juli 1993, zwei Jahre früher als geplant. Insgesamt waren über die gesamte Nachkriegszeit 300.000 kanadische Soldaten in Deutschland stationiert. Nach der deutschen Wiedervereinigung schloss Kanada seine Botschaften in Ost-Berlin und Bonn und bezog 1999 ein neues Botschaftsgebäude in Berlin-Mitte.
Im Mai 2022 fand das erste Treffen German-Canadian High Level Steering Group on Bilateral Cooperation (HLSG) statt. Als jährliches Treffen hochrangiger Angehöriger beider Regierungen soll es die bilaterale Kooperation beider Staaten in Bereichen wie Frieden und Sicherheit, Klimawandel, Energie und natürliche Ressourcen sowie Innovation, Digitalisierung und Wirtschaft fördern.

## Wirtschaftlicher Austausch
Deutschland ist Kanadas größter Exportmarkt innerhalb der Europäischen Union und dessen fünftgrößter Handelspartner. Die kanadischen Exporte nach Deutschland hatten 2021 einen Wert von 6,9 Milliarden US-Dollar, während die kanadischen Importe aus Deutschland 19,0 Milliarden US-Dollar betrugen. Ausgetauscht werden vorwiegend Rohstoffe, Agrarerzeugnisse und komplexe industrielle Güter. Der Austausch von Dienstleistungen erreichte 2021 ein Volumen von 5,9 Milliarden US-Dollar. Knapp 400.000 deutsche Touristen besuchen Kanada jährlich.
Deutschland ist der fünftgrößte Investor in Kanada mit kumulierten ausländischen Direktinvestitionen in Höhe von 32 Milliarden US-Dollar (2020), während kanadische Unternehmen 14 Milliarden US-Dollar in Deutschland investiert haben, womit Kanada der siebtgrößte Investor in Deutschland ist.
Seit 2017 ist mit dem Comprehensive Economic and Trade Agreement (CETA) ein Freihandelsabkommen zwischen Kanada und Deutschland in Kraft.

## Wissenschaft
Beide Länder verbindet eine enge Partnerschaft im Bereich der Wissenschaft. 1971 wurde ein Abkommen zwischen beiden Ländern für die wissenschaftlich-technologische Zusammenarbeit getroffen. Seitdem wurden zwischen deutschen und kanadischen Institutionen mehr als 1000 Partnerschaften abgeschlossen.

## Kultur und Bildung
Auch aufgrund der langen Geschichte deutscher Migration nach Kanada besteht ein reger Personenaustausch und enge kulturelle Beziehungen zwischen beiden Ländern. Deutsche Migranten leisteten Beiträge zur Entstehung der modernen Kultur Kanadas. 1975 wurde ein Kulturabkommen zwischen beiden Ländern abgeschlossen. Der Deutsche Akademische Austauschdienst (DAAD) und das Goethe-Institut unterhalten Büros in Kanada. 2021 studierten knapp 1000 Studenten aus Deutschland in Kanada, womit das Land zu den beliebtesten Zielen von deutschen Auslandsstudenten außerhalb Europas gehörte.
In Kanada lebten 2016 knapp 400.000 deutsche Muttersprachler.

## Migration
Seit dem 18. Jahrhundert wandern Deutsche nach Kanada aus. Knapp drei Millionen Kanadier gaben bei der Volkszählung 2016 deutsche Abstammung an, was knapp ein Zehntel der Bevölkerung war. Am höchsten ist der Anteil der Deutschkanadier in den Prärieprovinzen Alberta, Saskatchewan und Manitoba, wo ihr Anteil knapp ein Drittel beträgt. Relativ niedrig ist ihr Anteil dagegen in Québec und den Seeprovinzen. Auch im 21. Jahrhundert findet weiter Migration aus Deutschland nach Kanada statt und das Land zählt zu den beliebtesten Zielen für deutsche Auswanderer.
Im Jahre 2020 lebten 18.000 Kanadier in Deutschland.

## Diplomatische Standorte
- Deutschland hat eine Botschaft in Ottawa und Generalkonsulate in Montreal, Toronto und Vancouver.[19]
- Kanada hat eine Botschaft in Berlin und Generalkonsulate in Düsseldorf und München.[20]
- Die kanadischen Provinzen Ontario und Québec unterhalten eigene Vertretungen in Deutschland.[20]

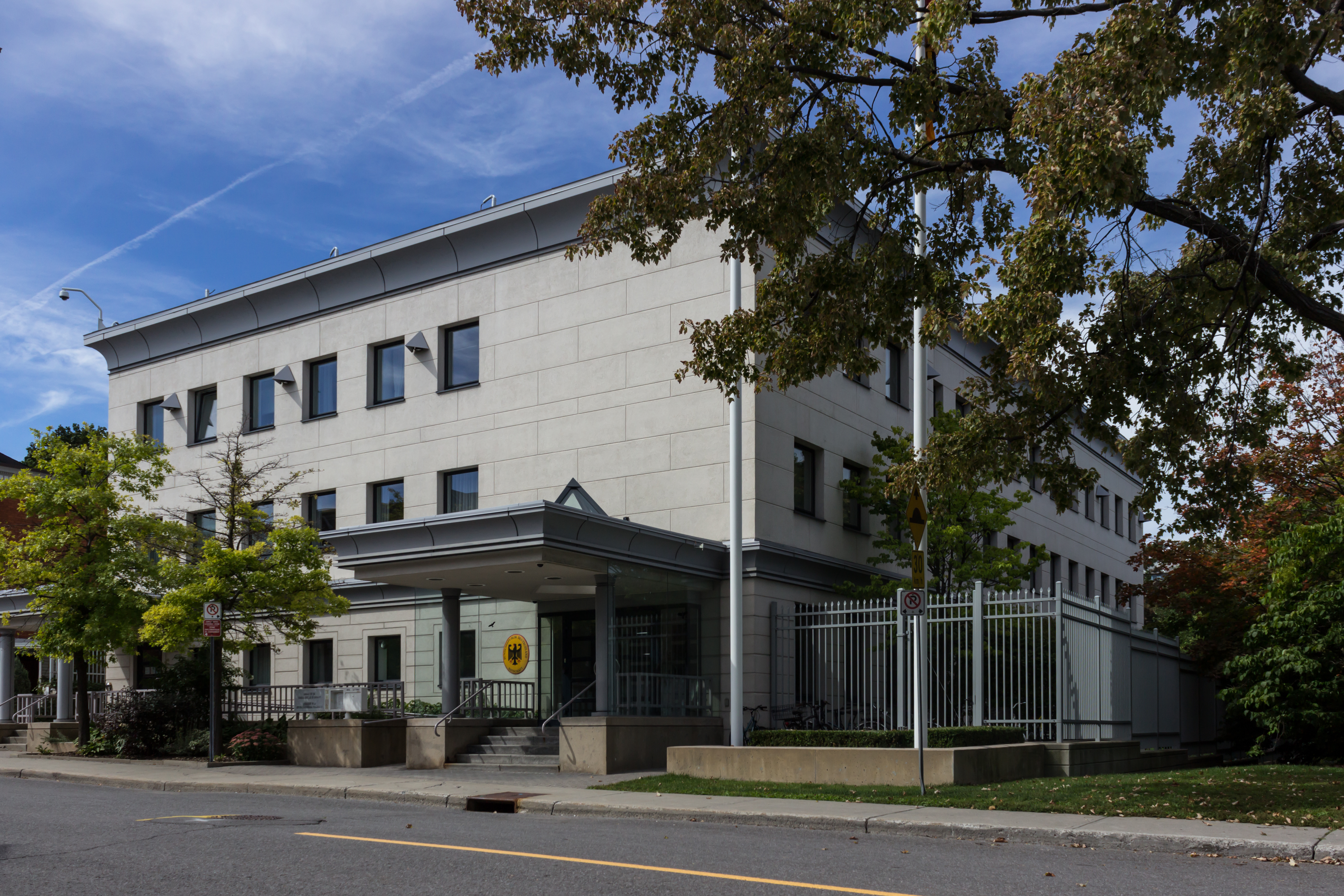
Deutsche Botschaft in Ottawa
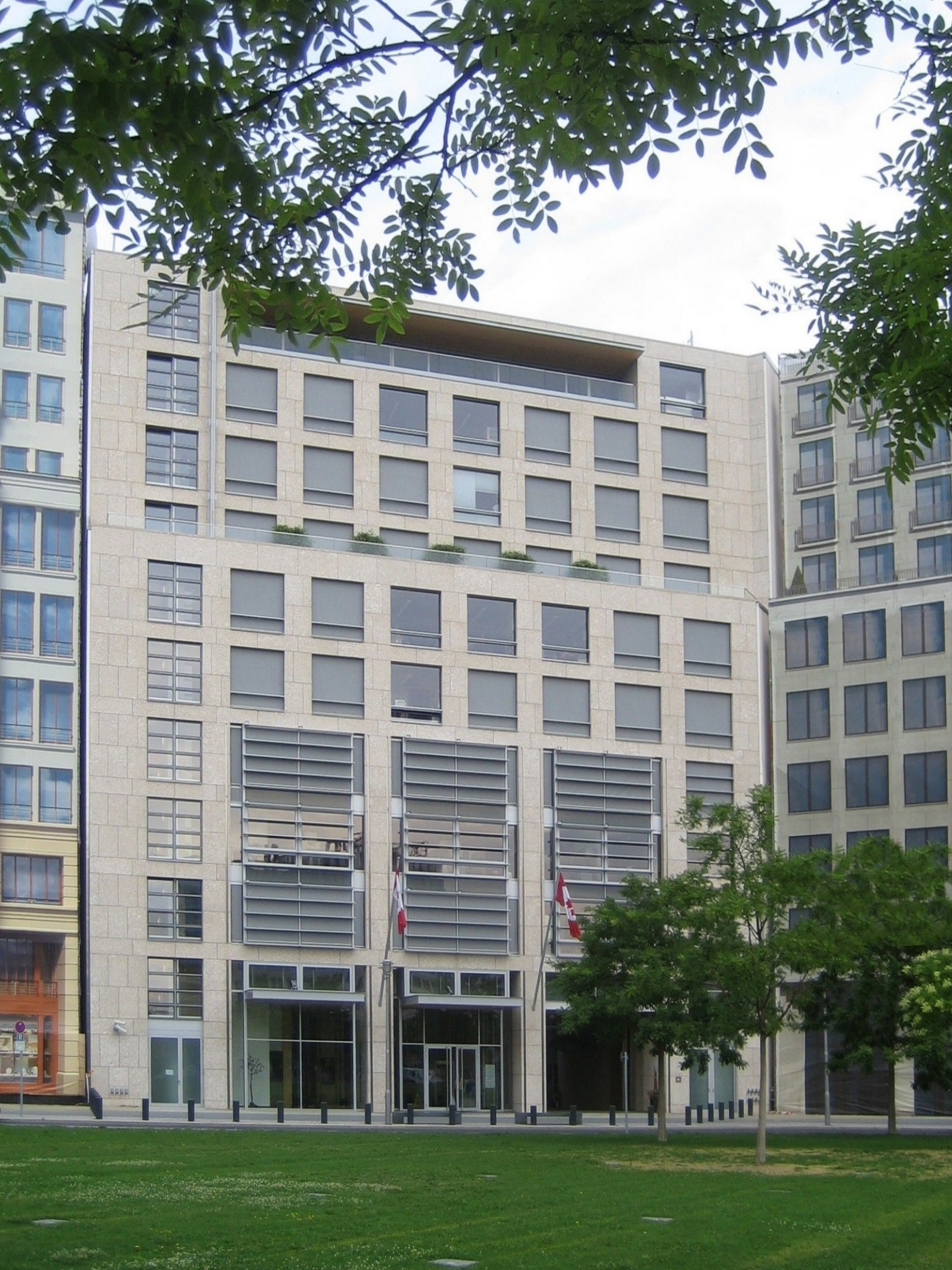
Kanadische Botschaft in Berlin